# Грчка на Светским првенствима у фудбалу
Фудбалска репрезентација Грчке је репрезентација под контролом Фудбалског савеза Грчке.
Репрезентација Грчке је три пута наступила на Светском првенству: 1994, 2010. и 2014. године. Најбољи резултат репрезентација је остварила пласманом у осмину финала на Светском првенству у Бразилу 2014. Меч осмине финала су изгубили од Костарике након извођења једанаестераца, било је 1:1 у регуларном делу.

## Табела
| 1930   | Није се пријавила      | Није се пријавила     | Није се пријавила     | Није се пријавила     | Није се пријавила     | Није се пријавила     | Није се пријавила     | Није се пријавила     | Одустала од квалификација | Одустала од квалификација | Одустала од квалификација | Одустала од квалификација | Одустала од квалификација | Одустала од квалификација |
| 1934   | Није се квалификовала  | Није се квалификовала | Није се квалификовала | Није се квалификовала | Није се квалификовала | Није се квалификовала | Није се квалификовала | Није се квалификовала | 1                         | 0                         | 0                         | 1                         | 0                         | 4                         |
| 1938   | Није се квалификовала  | Није се квалификовала | Није се квалификовала | Није се квалификовала | Није се квалификовала | Није се квалификовала | Није се квалификовала | Није се квалификовала | 3                         | 2                         | 0                         | 1                         | 5                         | 12                        |
| 1950   | Није се пријавила      | Није се пријавила     | Није се пријавила     | Није се пријавила     | Није се пријавила     | Није се пријавила     | Није се пријавила     | Није се пријавила     | Није се пријавила         | Није се пријавила         | Није се пријавила         | Није се пријавила         | Није се пријавила         | Није се пријавила         |
| 1954   | Није се квалификовала  | Није се квалификовала | Није се квалификовала | Није се квалификовала | Није се квалификовала | Није се квалификовала | Није се квалификовала | Није се квалификовала | 4                         | 2                         | 0                         | 2                         | 3                         | 2                         |
| 1958   | Није се квалификовала  | Није се квалификовала | Није се квалификовала | Није се квалификовала | Није се квалификовала | Није се квалификовала | Није се квалификовала | Није се квалификовала | 4                         | 0                         | 1                         | 3                         | 2                         | 9                         |
| 1962   | Није се квалификовала  | Није се квалификовала | Није се квалификовала | Није се квалификовала | Није се квалификовала | Није се квалификовала | Није се квалификовала | Није се квалификовала | 4                         | 1                         | 0                         | 3                         | 3                         | 8                         |
| 1966   | Није се квалификовала  | Није се квалификовала | Није се квалификовала | Није се квалификовала | Није се квалификовала | Није се квалификовала | Није се квалификовала | Није се квалификовала | 6                         | 2                         | 1                         | 3                         | 10                        | 14                        |
| 1970   | Није се квалификовала  | Није се квалификовала | Није се квалификовала | Није се квалификовала | Није се квалификовала | Није се квалификовала | Није се квалификовала | Није се квалификовала | 6                         | 2                         | 3                         | 1                         | 13                        | 9                         |
| 1974   | Није се квалификовала  | Није се квалификовала | Није се квалификовала | Није се квалификовала | Није се квалификовала | Није се квалификовала | Није се квалификовала | Није се квалификовала | 4                         | 0                         | 0                         | 4                         | 5                         | 11                        |
| 1978   | Није се квалификовала  | Није се квалификовала | Није се квалификовала | Није се квалификовала | Није се квалификовала | Није се квалификовала | Није се квалификовала | Није се квалификовала | 4                         | 1                         | 1                         | 2                         | 2                         | 6                         |
| 1982   | Није се квалификовала  | Није се квалификовала | Није се квалификовала | Није се квалификовала | Није се квалификовала | Није се квалификовала | Није се квалификовала | Није се квалификовала | 8                         | 3                         | 1                         | 4                         | 10                        | 13                        |
| 1986   | Није се квалификовала  | Није се квалификовала | Није се квалификовала | Није се квалификовала | Није се квалификовала | Није се квалификовала | Није се квалификовала | Није се квалификовала | 6                         | 1                         | 2                         | 3                         | 5                         | 10                        |
| 1990   | Није се квалификовала  | Није се квалификовала | Није се квалификовала | Није се квалификовала | Није се квалификовала | Није се квалификовала | Није се квалификовала | Није се квалификовала | 6                         | 1                         | 2                         | 3                         | 3                         | 15                        |
| 1994   | Групна фаза            | 24ти / 24 тимова      | 3                     | 0                     | 0                     | 3                     | 0                     | 10                    | 8                         | 6                         | 2                         | 0                         | 10                        | 2                         |
| 1998   | Није се квалификовала  | Није се квалификовала | Није се квалификовала | Није се квалификовала | Није се квалификовала | Није се квалификовала | Није се квалификовала | Није се квалификовала | 8                         | 4                         | 2                         | 2                         | 11                        | 4                         |
| 2002   | Није се квалификовала  | Није се квалификовала | Није се квалификовала | Није се квалификовала | Није се квалификовала | Није се квалификовала | Није се квалификовала | Није се квалификовала | 8                         | 2                         | 1                         | 5                         | 7                         | 17                        |
| 2006   | Није се квалификовала  | Није се квалификовала | Није се квалификовала | Није се квалификовала | Није се квалификовала | Није се квалификовала | Није се квалификовала | Није се квалификовала | 12                        | 6                         | 3                         | 3                         | 15                        | 9                         |
| 2010   | Групна фаза            | 25ти / 32 тима        | 3                     | 1                     | 0                     | 2                     | 2                     | 5                     | 12                        | 7                         | 3                         | 2                         | 21                        | 10                        |
| 2014   | Осмина финала          | 13ти / 32 тима        | 4                     | 1                     | 2                     | 1                     | 3                     | 5                     | 12                        | 9                         | 2                         | 1                         | 16                        | 6                         |
| 2018   | Није се квалификовала  | Није се квалификовала | Није се квалификовала | Није се квалификовала | Није се квалификовала | Није се квалификовала | Није се квалификовала | Није се квалификовала | 9                         | 4                         | 4                         | 1                         | 13                        | 6                         |
| 2022   | Следи                  | Следи                 | Следи                 | Следи                 | Следи                 | Следи                 | Следи                 | Следи                 | Следи                     | Следи                     | Следи                     | Следи                     | Следи                     | Следи                     |
| Укупно | Најбоље: Осмина финала | 3/21                  | 10                    | 2                     | 2                     | 6                     | 5                     | 20                    | 116                       | 53                        | 28                        | 44                        | 154                       | 167                       |

## Резултати

### Светско првенство 1994.
| Тим       | Бод. | Оди. | Поб. | Нер. | Пор. | ДГ | ПГ | ГР  |
| --------- | ---- | ---- | ---- | ---- | ---- | -- | -- | --- |
| Нигерија  | 6    | 3    | 2    | 0    | 1    | 6  | 2  | +4  |
| Бугарска  | 6    | 3    | 2    | 0    | 1    | 6  | 3  | +3  |
| Аргентина | 6    | 3    | 2    | 0    | 1    | 6  | 3  | +3  |
| Грчка     | 0    | 3    | 0    | 0    | 3    | 0  | 10 | -10 |

| Аргентина                                  | 4:0      | Грчка |
| ------------------------------------------ | -------- | ----- |
| Батистута 2’ 44’ 90’ (пен.) · Марадона 60’ | извештај |       |

| Бугарска                                                   | 4:0      | Грчка |
| ---------------------------------------------------------- | -------- | ----- |
| Стоичков 5’ (пен.) 55’ (пен.) · Лечков 65’ · Боримиров 90’ | извештај |       |

| Грчка | 0:2      | Нигерија               |
| ----- | -------- | ---------------------- |
|       | извештај | Џорџ 45’ · Амокачи 90’ |

### Светско првенство 2010.
Група Б на Светском првенству у фудбалу 2010. је играла своје утакмице између 12. јуна и 22. јуна 2010. Група је била састављена од репрезентација Аргентине, Нигерије, Јужне Кореје и Грчке. Прва два тима из групе ће проћи у другу фазу такмичења (осмина финала). Први из групе ће играти са другим из групе А, док ће други из групе Б играти са првим из групе А.
Састави
- Састави репрезентација Групе Б

|    | Табела групе Б | И | Д | Н | И | ДГ | ПГ | ГР | Бод. |
| -- | -------------- | - | - | - | - | -- | -- | -- | ---- |
| 1. | Аргентина      | 3 | 3 | 0 | 0 | 7  | 1  | +6 | 9    |
| 2. | Јужна Кореја   | 3 | 1 | 1 | 1 | 5  | 6  | -1 | 4    |
| 3. | Грчка          | 2 | 1 | 0 | 2 | 2  | 5  | -3 | 3    |
| 4. | Нигерија       | 2 | 0 | 1 | 2 | 3  | 5  | -2 | 1    |

| Јужна Кореја                     | 2:0      | Грчка |
| -------------------------------- | -------- | ----- |
| Ли Јунг-Су 7’ · Парк Ји-Сунг 52’ | Извештај |       |

| Грчка                           | 2:1        | Нигерија |
| ------------------------------- | ---------- | -------- |
| Салпингидис 44’ · Торосидис 71’ | (извештај) | Уче 16’  |

| Грчка | 0:2        | Аргентина                   |
| ----- | ---------- | --------------------------- |
|       | (извештај) | Демикелис 77’ · Палермо 89’ |

### Светско првенство 2014.
|    | Табела групе Ц  | И | Д | Н | И | ДГ | ПГ | ГР | Бод. |
| -- | --------------- | - | - | - | - | -- | -- | -- | ---- |
| 1. | Колумбија       | 3 | 3 | 0 | 0 | 9  | 2  | +7 | 9    |
| 2. | Грчка           | 3 | 1 | 1 | 1 | 2  | 4  | -2 | 4    |
| 3. | Обала Слоноваче | 3 | 1 | 0 | 2 | 4  | 5  | -1 | 3    |
| 4. | Јапан           | 3 | 0 | 1 | 2 | 2  | 6  | -4 | 1    |

| Колумбија                                    | 3:0      | Грчка |
| -------------------------------------------- | -------- | ----- |
| Армеро 5’, · Гутијерез 58’, · Родригез 90+2’ | Извештај |       |

| Јапан | 0:0      | Грчка |
| ----- | -------- | ----- |
|       | Извештај |       |

| Грчка                               | 2:1      | Обала Слоноваче |
| ----------------------------------- | -------- | --------------- |
| Самарис 42’, · Самарас 90+1’ (пен.) | Извештај | Бони 74’        |

Осмина финала
| Костарика | 1:1 1:1 (прод.) (5:3) (пен.) | Грчка                |
| --------- | ---------------------------- | -------------------- |
| Руиз 52’  | Извештај                     | Папастатопулос 90+1’ |

## Статистика фудбалера
| Бр. | Име                     | Мечеви | СП          |
| --- | ----------------------- | ------ | ----------- |
| 1   | Јоргос Карагунис        | 7      | 2010 и 2014 |
| 1   | Јоргос Самарас          | 7      | 2010 и 2014 |
| 1   | Василис Торосидис       | 7      | 2010 и 2014 |
| 4   | Теофанис Гекас          | 6      | 2010 и 2014 |
| 4   | Костас Кацуранис        | 6      | 2010 и 2014 |
| 4   | Сократис Папастатопулос | 6      | 2010 и 2014 |
| 4   | Димитрис Салпингидис    | 6      | 2010 и 2014 |
| 8   | Хосе Холевас            | 4      | 2014        |
| 8   | Орестис Карнезис        | 4      | 2014        |
| 8   | Јанис Манијатис         | 4      | 2014        |
| 8   | Костас Манолас          | 4      | 2014        |

Голови
| Бр. | Име                     | Голова | СП   |
| --- | ----------------------- | ------ | ---- |
| 1   | Димитрис Салпингидис    | 1      | 2010 |
| 1   | Василис Торосидис       | 1      | 2010 |
| 1   | Сократис Папастатопулос | 1      | 2014 |
| 1   | Јоргос Самарас          | 1      | 2014 |
| 1   | Андреас Самарис         | 1      | 2014 |